# Le Crime de l'Orient-Express (téléfilm)
Pour les articles homonymes, voir Le Crime de l'Orient-Express (homonymie).
Le Crime de l'Orient-Express (Murder on the Orient Express) est un téléfilm britannique de la série télévisée Hercule Poirot, réalisé par Philip Martin, sur un scénario de Stewart Harcourt, d'après le roman Le Crime de l'Orient-Express d'Agatha Christie.
Ce téléfilm, qui constitue le 65e épisode de la série, a été diffusé pour la première fois au Royaume-Uni le 25 décembre 2010 sur ITV1, et en France le 3 décembre 2011 sur TMC.

## Synopsis
Hercule Poirot vient de clore une affaire au Moyen-Orient pour le compte de l'armée. Arrivé à son hôtel d'Istanbul, il reçoit un télégramme lui demandant de rentrer d'urgence à Londres. Il rencontre son ami Xavier Bouc, directeur de la compagnie internationale des wagons-lits, qui lui trouve une place avec difficulté dans le premier Orient-Express au départ pour l'Angleterre. Lors du trajet, Samuel Ratchett, riche homme d'affaires américain, demande au détective belge de le protéger, pensant qu'on en veut à sa vie, mais Poirot refuse. Le lendemain, Ratchett est retrouvé dans son lit poignardé à de multiples reprises. Le train étant immobilisé par la neige, le coupable se trouve forcément à son bord.

## Production

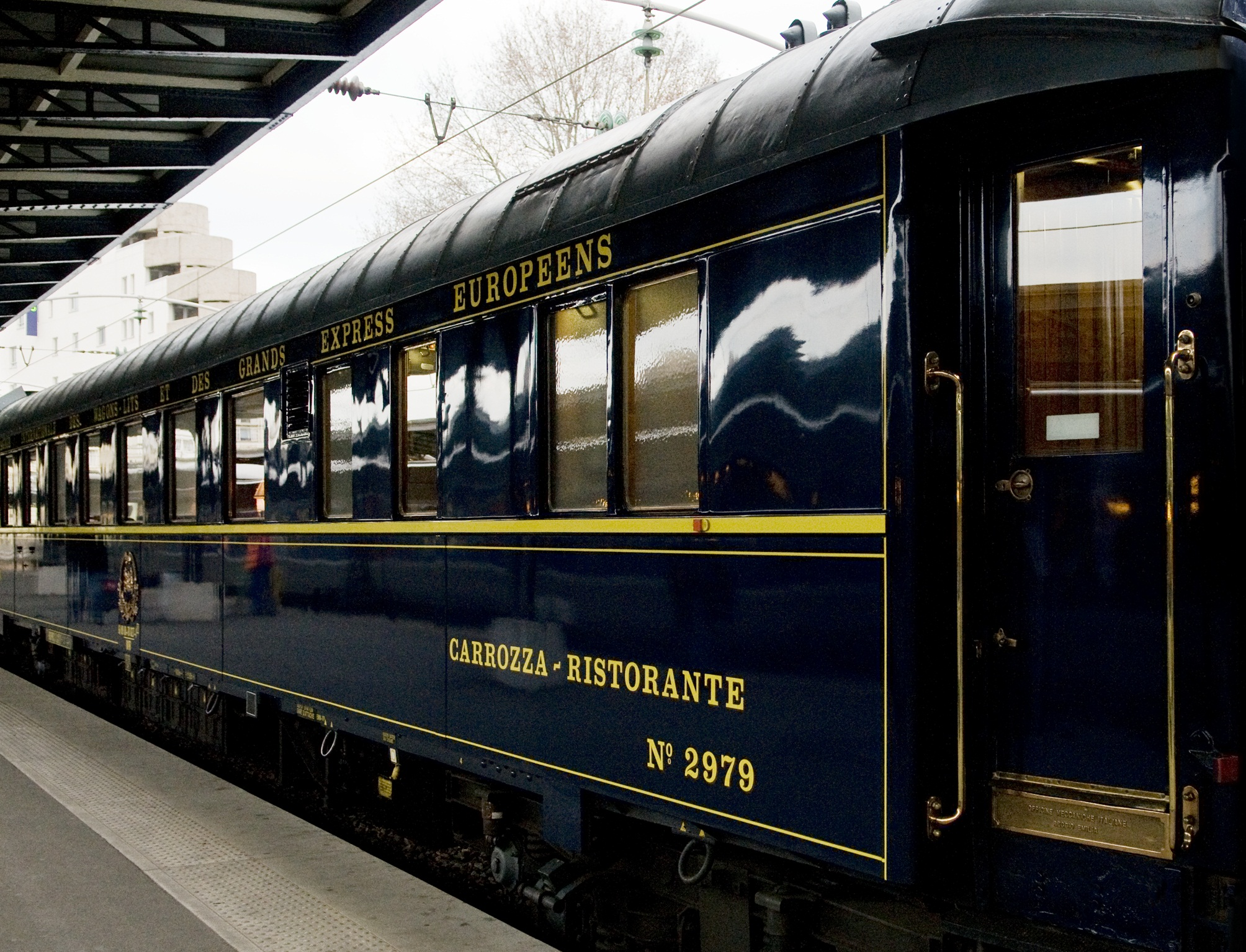
L'Orient-Express

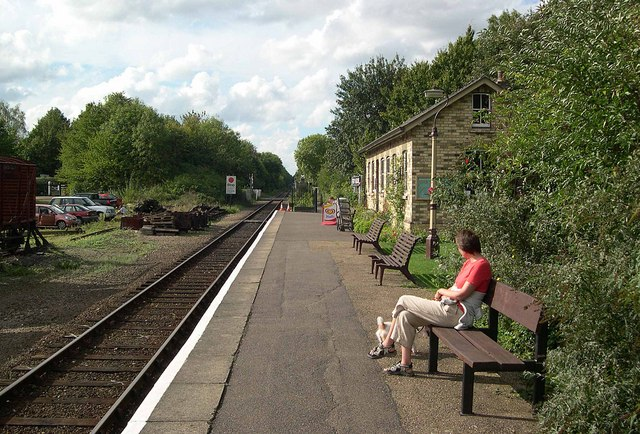
Gare de Ferry Meadows

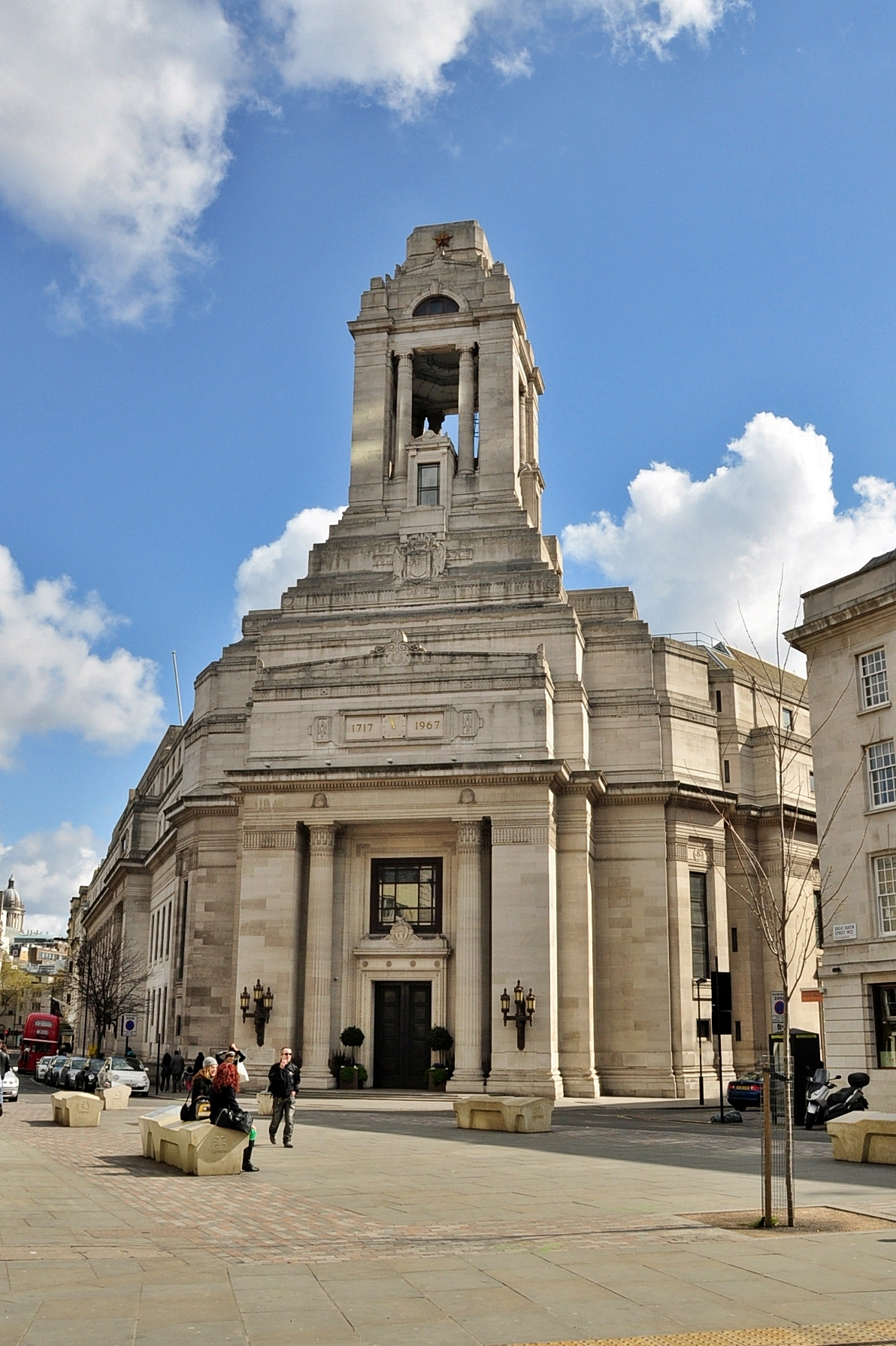
Freemasons' Hall

### Développement
En 2008, les droits d'adapter le roman redeviennent disponibles après l'adaptation télévisuelle de 2001, Le Crime de l'Orient-Express de Carl Schenkel avec Alfred Molina dans le rôle du détective belge.
Au moment du tournage, personne ne savait si l'épisode allait être ou non le dernier de la série, ITV n'ayant pas encore arrêté son choix sur une éventuelle treizième saison.

### Fiche technique
- Titre français : Le Crime de l'Orient-Express
- Titre original : Murder on the Orient Express
- Réalisation : Philip Martin
- Scénario : Stewart Harcourt, d'après le roman Le Crime de l'Orient-Express (1934) d'Agatha Christie
- Décors : Jeff Tessler
- Costumes : Sheena Napier
- Photographie : Alan Almond
- Montage : Kristina Hetherington
- Musique originale : Christian Henson
- Casting : Susie Parriss
- Production : Karen Thrussell
  - Production déléguée : Julie Burnell, Rebecca Eaton, Mathew Prichard, Mary Durkan, Michele Buck et Damien Timmer
  - Production associé : David Suchet
- Sociétés de production : ITV Studios, WGBH Boston et Agatha Christie Ltd.
- Durée : 90 minutes
- Pays d'origine :  Royaume-Uni,  États-Unis
- Langue originale : Anglais
- Genre : Policier
- Ordre dans la série : 65e - (4e épisode de la saison 12)
- Premières diffusions :
  -  États-Unis : 11 juillet 2010 sur PBS
  -  Royaume-Uni : 25 décembre 2010 sur ITV1
  -  France : 3 décembre 2011 sur TMC

### Lieux de tournage
Plusieurs lieux ont été utilisés pour le tournage, les décors enneigés ont été créés en images de synthèse.
- Une rue de Malte (pour Istanbul)
- Pinewood Studios (pour les scènes d'intérieur)[3]
- Freemasons' Hall, à Londres (pour le hall de réception de l'hôtel)
- Gare de Ferry Meadows (en) sur le chemin de fer de la vallée de la rivière Nene, à Peterborough en Angleterre[4]

## Distribution
- David Suchet (VF : Roger Carel) : Hercule Poirot
- Eileen Atkins : Princesse Dragomiroff
- Hugh Bonneville : Edward Masterman
- Jessica Chastain (VF : Sarah Marot ) : Mary Debenham
- Marie-Josée Croze : Greta Ohlsson
- Serge Hazanavicius (VF : lui-même) : Xavier Bouc, directeur de la compagnie internationale des wagons-lits
- Barbara Hershey : Caroline Hubbard
- Toby Jones (VF : Gérard Sergue) : Samuel Ratchett, la victime
- Susanne Lothar : Hildegarde Schmidt
- Joseph Mawle : Antonio Foscarelli
- Denis Ménochet (VF : lui-même) : Pierre Michel
- David Morrissey (VF : Éric Marchal) : John Arbuthnot
- Elena Satine : Comtesse Andrenyi
- Brian J. Smith (VF : Sylvain Agaësse) : Hector MacQueen
- Samuel West : Dr Constantine
- Stanley Weber : Comte Andrenyi
- Tristan Shepherd : Lieutenant Morris
- Sam Crane : Lieutenant Blanchflower
- Stewart Scudamore : le Concierge

## Commentaires
Alors que le roman original a été publié en 1934, l'action de ce téléfilm se situe en 1938.
Cette version est beaucoup plus sombre et lugubre que les précédentes adaptations du roman et que les autres épisodes de la série. Le téléfilm se concentre plus sur les personnages et leurs motivations que sur le déroulement du meurtre, connu de tous les lecteurs d'Agatha Christie. Pour le réalisateur Philip Martin, la version de Sidney Lumet de 1974 est un « beau film des années 70 » mais n'est pas assez dure comparée au roman. Il cherche donc à créer une version plus « inconfortable ».
Le téléfilm est centré sur Poirot (il fait partie de tous les plans) et sur la manière dont il est affecté par les événements. Avant de monter dans l'Orient-Express et d'enquêter sur un meurtre sauvage, il a assisté au suicide d'un lieutenant dans une précédente affaire et à la lapidation d'une jeune femme à Istanbul. On voit ici un Poirot comme « on ne l'a jamais vu » explique David Suchet, « coupé du monde et de son confort habituel ». Il apparait comme un homme de foi, se réfugiant dans la religion et en proie à un profond dilemme, notamment dans la scène finale.
L'adaptation comprend un anachronisme lorsque Edward Masterman (Hugh Bonneville) compare la princesse Dragomiroff au cuirassé Bismarck, qui n'a été mis à l'eau qu'un an après la date où se déroule l'intrigue.
Contrairement au roman, le docteur qui examine le cadavre fait partie des assassins, remplaçant le policier Hardman absent de l'adaptation.
Concernant la version française, il s'agit du dernier épisode où David Suchet est doublé par Roger Carel, celui-ci ayant pris ensuite sa retraite.

## Accueil
En France, le téléfilm est suivi par un peu plus d'un million de téléspectateurs, soit 4,2 % de part d'audience, se plaçant 7e des programmes de la soirée.